# Euagrus formosanus
Espèce
Euagrus formosanus est une espèce d'araignées mygalomorphes de la famille des Euagridae.

## Distribution
Cette espèce est endémique de Taïwan. Elle se rencontre vers Taipei.

## Description
La femelle holotype mesure 12,0 mm.

## Systématique et taxinomie
Pour Coyle, cette espèce n'appartient pas au genre Euagrus mais aucune autre position systématique n'a été proposée.

## Étymologie
Son nom d'espèce lui a été donné en référence au lieu de sa découverte, Formose.

## Publication originale
- Saito, 1933 : Notes on the spiders from Formosa. Transactions of the Sapporo Natural History Society, vol. 13, p. 32-61.